# Red zmajskih vitezova
Red zmajskih vitezova (lat. Societas Draconistrarum; njem. Drachenorden; mađ. Sárkány Lovagrend) je viteški red osnovan u srednjem vijeku prvobitno radi zaštite europske kraljevske loze Svetog Rimskog Carstva. Međutim glavna misija reda je bila obrana kršćanstva od neprijatelja, posebice Osmanlija što je i objavljeno u povelji toga reda 13. studenog 1408. godine. Red je utemeljio Žigmund Luksemburški, kralj Ugarsko-Hrvatskog kraljevstva,  Bohemije i Italije zajedno s visokim europskim plemstvom toga vremena. Među njima je bio i Hrvoje Vukčić Hrvatinić. 
Godine 1431. Sigismund Luksemburški donosi odluku o proširenju družbe. Slijedom toga u družbu dolazi veliki broj utjecajnih osoba uglavnom plemića. Zmajev red dobio je ime po znaku zmaja koji ih je predstavljao u boju, a kao znak u boju nosili su ga vitezovi reda oko vrata. Vitezovi su se okupljali u družbu koja je ustrojena od stolova do velikoga meštra. Prvi stupanj ima 24 člana, dok u drugom stupnju ima više članova. Članovi prvog stupnja mogli su dalje imenovati niže vitezove kao članove reda. Zmajev red nije bio klasičan križarski red kao oni koji su nastali u tijeku križarskih ratova. On je bio strateški i politički red u potpori Hrvatsko-Ugarskog Kraljevstva.
Danas red više ne postoji, međutim po uzoru na njega u mnogim europskim zemljama djeluju slične zmajske organizacije kojima je najčešća misija očuvanje kulturno-povijesne baštine. Suvremenim pravnim nasljednicima reda sebe smatraju Družba "Braća Hrvatskoga Zmaja" u Hrvatskoj i Suvereni vojni viteški red zmaja u Srbiji.

## Članovi reda iz osnivačke povelje 1408. godine
Hrvatsko-ugarski kralj pozvao je sve velikaše i vladare ugroženih zemalja kako bi sklopili križarski savez protiv nevjernika. Prvi članovi su bili: 
"Stephanus despoth, dominus Rasciae, item Hermannus comes Cily et Zagoriae, comes Fredericus, filius eiusdem, Nicolaus de gara, regni Hungariae palatinus, Stiborius de Stiboricz alias vaiuoda Transyluanus, Joannes filius Henrici de Thamassy et Jacobus Laczk de Zantho, vaiuodae Transyluani, Joannes de Maroth Machouiensis, Pipo de Ozora Zewreniensis, bani; Nicolaus de Zeech magister tauernicorum regalium, comes Karolus de Corbauia, supremus thesaurarius regius, Symon filius condam Konye bani de Zecheen, janitorum, comes Joannes de Corbauia, dapiferorum, Joannes filius Georgii de Alsaan pincernarum, Petrus Cheh de Lewa aganzonum regalium magistri, Nicolaus de Chak, alias vaiuoda Transyluanus, Paulus Byssenus, alter Paulus de Peth, pridem Dalmatiae, Croatiae et totius Sclauoniae regnorum bani, Michael, filius Salamonis de Nadasd comes siculorum regalium, Petrus de Peren, alias siculorum nunc vero maramorossensis comes, Emericus de eadem Pern secretarius cancellarius regius et Joannes filius condam domini Nicolai de Gara palatini." Citat: G. Fejér: Codex Diplomaticus Hungariae ecclesiasticus ac civilis, X/4, Budae, 1841, str. 687